# Bob Chapek
Robert Chapek, detto Bob (Hammond, 21 agosto 1960), è un imprenditore statunitense, ex amministratore delegato (CEO) di The Walt Disney Company dal 25 febbraio 2020 al 20 novembre 2022.
Prima di assumere il ruolo di CEO nel 2020, Chapek ha lavorato in Disney per ventisette anni, iniziando nella divisione Home Entertainment fino a diventare presidente del consiglio di amministrazione di Disney Parks, Experiences and Products. 
A novembre del 2022, si dimette da CEO di Disney. Il suo posto viene preso da Bob Iger, in passato già CEO e presidente della società.

## Biografia
Chapek è nato il 21 agosto 1960 ad Hammond, in Indiana. Nel 1977 si diplomò presso la George Rogers Clark Jr./Sr. High School. In seguito si laureò in microbiologia all'Indiana University Bloomington e conseguì un Master in Business Administration all'Università statale del Michigan.

## Carriera
Prima di lavorare per la Walt Disney Company, Chapek lavorò nel brand management per H. J. Heinz Company e per l'agenzia pubblicitaria J. Walter Thompson.
Nel 1993 iniziò a lavorare per Disney, dove venne nominato direttore del marketing per la divisione Buena Vista Home Entertainment. Chapek viene definito come la persona che ha portato la divisione home video della Disney nell'era digitale, concentrandosi sulla distribuzione dei prodotti Disney in DVD e Blu-ray Disc. Nel 2000 venne promosso a presidente di Buena Vista Home Entertainment.
Nel 2009 venne nominato presidente di Walt Disney Studios Motion Pictures.
Nel settembre 2011 venne nominato presidente della divisione Disney Consumer Products. Dopo l'acquisizione della Lucasfilm da parte di Disney, Chapek si occupò di integrare il merchandise di Star Wars all'interno della gamma di prodotti Disney, rendendo la Disney il più grande concessore di licenze al mondo. Nel 2013 siglò un accordo con Hasbro per la produzione e distribuzione di merchandise Marvel e Star Wars.
Nel 2014 si occupò del lancio di Disney Imagicademy, una suite di applicazioni per tablet e smartphone dedicate all'insegnamento per bambini.
Nel febbraio 2015 venne nominato presidente del consiglio di amministrazione di Walt Disney Parks and Resorts, andando a sostituire Thomas O. Staggs. Uno dei primi incarichi di Chapek fu quello di terminare i lavori e inaugurare Shanghai Disney Resort nel 2016. Nel 2017 si occupò del completamento e dell'inaugurazione dell'attrazione Pandora – The World of Avatar all'interno di Disney's Animal Kingdom. Fu inoltre responsabile del lancio dell'area tematica Star Wars: Galaxy's Edge presso Disneyland e Walt Disney World. Chapek fu tuttavia criticato dalla comunità Disney poiché gran parte dei parchi e delle attrazioni da lui supervisionate furono in realtà avviate da Staggs. Inoltre i progetti avviati da Chapek vennero visti come meno ambiziosi, come il Pixar Pier, Toy Story Land e le modifiche a EPCOT. Venne inoltre criticato per l'utilizzo eccessivo delle proprietà intellettuali Disney.
Nel 2017, dopo che i parchi Disney riportarono un aumento dei ricavi del 14%, la stampa iniziò a fare il nome di Chapek come possibile successore dell'amministratore delegato di Disney Bob Iger. Nel marzo 2018, in seguito a una riorganizzazione delle divisioni Disney, Chapek prese nuovamente sotto il suo controllo la divisione Consumer Products in aggiunta a Parks and Resorts.
Nel febbraio 2020, Chapek venne nominato amministratore delegato di The Walt Disney Company, andando a sostituire Bob Iger, che rimarrà come presidente esecutivo fino al 2021. Nell'aprile 2020 Chapek venne eletto come membro del consiglio di amministrazione di Disney. Nello stesso mese, per affrontare la pandemia di COVID-19, Iger riprese in mano il controllo dell'azienda nel ruolo di presidente esecutivo.
Nel 2022 finisce al centro di una polemica interna alla compagnia in seguito alla proposta di legge del governatore della Florida Ron DeSantis comunemente ma erroneamente chiamata "Don't say gay"; molti dipendenti, infatti, hanno criticato la mancata opposizione della Disney alla legge, nonostante la compagnia abbia molti lavoratori e investimenti proprio in Florida. Inizialmente Chapek ha risposto alla polemica comunicando di non volersi sbilanciare in questioni politiche, ma in seguito a ulteriori squilibri e polemiche interne alla compagnia (soprattutto da parte di dipendenti Pixar), il CEO della Disney ha scritto una lettera ai suoi dipendenti e poi diramata via stampa in cui chiede scusa ai suoi colleghi (soprattutto membri della comunità LGBT) per non essere stato "un alleato nella battaglia per l'uguaglianza nei diritti"; dichiarazioni di diversi dipendenti Disney successive alla lettera mostrano che le polemiche contro Chapek, però, non si sono placate.

## Vita privata
Chapek è sposato con Chynthia Ford dal 1980 e ha tre figli.